# IPhone 15
O iPhone 15 e o iPhone 15 Plus são smartphones projetados, desenvolvidos e comercializados pela Apple. Eles são a décima sétima geração do iPhone, sucedendo ao iPhone 14. Seu lançamento foi anunciado em 12 de setembro de 2023, junto com as variantes Pro e Pro Max.

## História
Em 2021, a Comissão Europeia começou a considerar uma proposta para tornar obrigatório o USB-C em todos os dispositivos da União Europeia, incluindo iPhones. Em 2022, a proposta foi transformada em lei, passando a ser a Diretiva (UE) 2022/2380. O analista da Apple, Ming-Chi Kuo, afirmou que a Apple abandonaria seu conector Lightning proprietário até 2023. Em outubro de 2022, a Apple confirmou que cumpriria os regulamentos da União Europeia.

## Especificações

### Hardware

#### Tela
O iPhone 15 possui uma tela de 6,1 polegadas (155 mm) com tecnologia OLED Super Retina XDR com resolução de 2556×1179 pixels e densidade de pixels de cerca de 460 ppi. O iPhone 15 Plus tem uma tela de 6,7 polegadas (170 mm) com a mesma tecnologia, resolução de 2796×1290 pixels e densidade de pixels de cerca de 460 ppi. Ambos os modelos têm a tela OLED Super Retina XDR com brilho típico aprimorado de até 1.000 nits, brilho de pico (HDR) de até 1.600 nits e brilho de pico (externo) de até 2.000 nits. O recurso Dynamic Island agora é padrão no iPhone 15, substituindo o entalhe da tela.

#### Design
O iPhone 15 e o iPhone 15 Plus estarão disponíveis em cinco novas cores: azul, rosa, amarelo, verde e preto.

#### Velocidades de carregamento e transferência
O iPhone 15 e o iPhone 15 Plus usarão USB-C com velocidades de transferência USB 2.0 (estimadas em até 480 Mb/s ou 60MB/s), enquanto o iPhone 15 Pro e o iPhone 15 Pro Max terão velocidades de transferência USB 3.2 Gen 2 mais rápidas (estimadas em até 10Gb/s ou 1,25GB/s).

#### Saída de vídeo
Todos os modelos do iPhone 15 são compatíveis com o modo alternativo DisplayPort sobre saída de vídeo USB-C com resolução HDR de até 4K.
Os modelos anteriores do iPhone (do iPhone 5 até o iPhone 14) tinham uma resolução máxima suportada de 1600 x 900 (um pouco menor que 1080p) com o adaptador AV digital Lightning devido a restrições técnicas do conector Lightning.

#### Bateria
O iPhone 15 Plus oferece aos usuários até 26 horas de reprodução de vídeo e até 100 horas de reprodução de áudio, e o iPhone 15 oferece um pouco menos, com até 20 horas de reprodução de vídeo e até 80 horas de reprodução de áudio.

### Software
A linha iPhone 15 será lançada com o iOS 17. Todos os modelos do iPhone 15 contarão com o Dynamic Island, um recurso introduzido na linha iPhone 14 Pro.